# Elección al Senado de los Estados Unidos en Indiana de 2024
Las elecciones al Senado de los Estados Unidos de 2024 en Indiana se llevaron a cabo el 5 de noviembre de 2024 para elegir a un miembro del Senado de los Estados Unidos que represente al estado de Indiana. El senador republicano titular de un mandato Mike Braun era elegible para postularse para un segundo mandato en el cargo, pero decidió postularse para gobernador de Indiana. Esta fue la primera elección para este escaño sin titular desde 1958.
El candidato republicano Jim Banks consiguió vencer en la elección por una diferencia de casi 20 puntos a su oponente demócrata y consiguió así su primer mandato como senador.